# 加藤真弓
加藤真弓（日语：加藤 マユミ），日本女性漫畫家。出身於兵庫縣神戶市。丈夫橫山了一同樣為漫畫家，有2個女兒。

## 作品概覧
- 女子戀愛百科（集英社）
- （秋田書店）
- 腐爛之國的蘋果公主（秋田書店）
- （東京三世社）（芳文社）
- （原作：橫山了一，雙葉社）
- 陽菜'sLIP（Pony Canyon）

## 外部連結
- 加藤真弓的X（前Twitter） （日語）
- 漫畫圖書館Z全冊配信中可直接試閱的作品（※限18歳以上閱覽） （页面存档备份，存于） （日語）－漫畫圖書館Z公式官網 (舊名J-Comi)（日语：Jコミ）
- 漫畫圖書館Z全冊配信中可直接試閱的作品（页面存档备份，存于） （日語）－漫畫圖書館Z公式官網 (舊名J-Comi)